# Список прапороносців Швеції на Олімпійських іграх
Це список прапороносців, які представляли Швецію на Олімпійських іграх.
Прапороносці несуть національний прапор своєї країни на церемонії відкриття Олімпійських ігор.

## Список
| #  | Рік, місце               | Сезон | Ім'я прізвище                                                                 | Вид спорту                  |
| -- | ------------------------ | ----- | ----------------------------------------------------------------------------- | --------------------------- |
| 1  | 1906, Афіни              | літо  | Бруно Седерстрем                                                              | Легка атлетика              |
| 2  | 1908, Лондон             | літо  | Ерік Гранфельт                                                                | Гімнастика                  |
| 3  | 1912 Стокгольм           | літо  | Роберт Ульсон                                                                 | Легка атлетика              |
| 4  | 1920, Антверпен          | літо  | Ганс Гранфельт                                                                | Легка атлетика              |
| 5  | 1924 Шамоні              | зима  | Рубен Рандквіст                                                               | Хокей                       |
| 6  | 1924 Париж               | літо  | Ейнар Роберг                                                                  | Боротьба                    |
| 7  | 1928 Санкт-Моріц         | зима  | Вікінг Гарбум                                                                 | Хокей                       |
| 8  | 1928 Амстердам           | літо  | Бу Ліндман                                                                    | Сучасне п'ятиборство        |
| 9  | 1932 Лейк-Плесіді        | зима  | Свен Селонгер                                                                 | Стрибки з трампліна         |
| 10 | 1932 Лос-Анджелес        | літо  | Бу Ліндман                                                                    | Сучасне п'ятиборство        |
| 11 | 1936 Гарміш-Партенкірхен | зима  | Свен Селонгер                                                                 | Стрибки з трампліна         |
| 12 | 1936 Берлін              | літо  | Бу Ліндман                                                                    | Сучасне п'ятиборство        |
| 13 | 1948 Санкт-Моріц         | зима  | Ерік Ліндстрем                                                                | Стрибки з трампліна         |
| 14 | 1948 Лондон              | літо  | Пер Карлесон                                                                  | Фехтування                  |
| 15 | 1952 Осло                | зима  | Ерік Ельмсетер                                                                | Лижне двоборство            |
| 16 | 1952 Гельсінкі           | літо  | Бу Ерікссон                                                                   | Фехтування                  |
| 17 | 1956, Кортіна-д'Ампеццо  | зима  | Брур Естман                                                                   | Стрибки з трампліна         |
| 18 | 1956, Мельбурн           | літо  | Густаф Адольф Болтенштерн-молодший (в Мельбурні), Пер Карлесон (в Стокгольмі) | Кінний спорт, Фехтування    |
| 19 | 1960 Скво-Веллі          | зима  | Ейнар Гранат                                                                  | Хокей                       |
| 20 | 1960 Рим                 | літо  | Вільям Грут                                                                   | Сучасне п'ятиборство        |
| 21 | 1964 Інсбрук             | зима  | Карл-Густав Бріандт                                                           | Гірськолижний спорт         |
| 22 | 1964 Токіо               | літо  | Вільям Гамільтон                                                              | Кінний спорт                |
| 23 | 1968, Гренобль           | зима  | Барбра Мартінссон                                                             | Лижні перегони              |
| 24 | 1968, Мехіко             | літо  | Рольф Петерсон                                                                | Гребля на байдарках і каное |
| 25 | 1972, Саппоро            | зима  | Гассе Бер'єс                                                                  | Ковзанярський спорт         |
| 26 | 1972, Мюнхен             | літо  | Ян Йонссон                                                                    | Кінний спорт                |
| 27 | 1976, Інсбрук            | зима  | Карл-Ерік Еріксон                                                             | Бобслей                     |
| 28 | 1976, Монреаль           | літо  | Ян Карлссон                                                                   | Боротьба                    |
| 29 | 1980, Лейк-Плесіді       | зима  | Єва Ульсон                                                                    | Лижні перегони              |
| 30 | 1980, Москва             | літо  | Стіг Петтерссон                                                               | Легка атлетика              |
| 31 | 1984, Сараєво            | зима  | Матс Вальтін                                                                  | Хокей                       |
| 32 | 1984, Лос-Анджелес       | літо  | Ганс Свенссон                                                                 | Академічне веслування       |
| 33 | 1988, Калгарі            | зима  | Томас Вассберг                                                                | Лижні перегони              |
| 34 | 1988, Сеул               | літо  | Агнета Андерссон                                                              | Гребля на байдарках і каное |
| 35 | 1992, Альбервіль         | зима  | Томас Густафсон                                                               | Ковзанярський спорт         |
| 36 | 1992, Барселона          | літо  | Стефан Едберг                                                                 | Теніс                       |
| 37 | 1994 Ліллехаммер         | зима  | Пернілла Віберг                                                               | Гірськолижний спорт         |
| 38 | 1996, Атланта            | літо  | Ян-Уве Вальднер                                                               | Настільний теніс            |
| 39 | 1998, Нагано             | зима  | Торгні Могрен                                                                 | Лижні перегони              |
| 40 | 2000, Сідней             | літо  | Анна Ульссон                                                                  | Гребля на байдарках і каное |
| 41 | 2002 Солт-Лейк-Сіті      | зима  | Магдалена Форсберг                                                            | Біатлон                     |
| 42 | 2004, Афіни              | літо  | Ларс Фреландер                                                                | Плавання                    |
| 43 | 2006, Турин              | зима  | Аня Персон                                                                    | Гірські лижі                |
| 44 | 2008, Пекін              | літо  | Християн Ульссон                                                              | Легка атлетика              |
| 45 | 2010 Ванкувер            | зима  | Петер Форсберг                                                                | Хокей                       |
| 46 | 2012 Лондон              | літо  | Рольф-Єран Бенґтссон                                                          | Кінний спорт                |
| 47 | 2014, Сочі               | зима  | Андерс Седергрен                                                              | Лижні перегони              |